# Сидійсько Поле
Сиді́йсько Поле́ (болг. Съдийско поле) — село в Сливенській області Болгарії. Входить до складу общини Нова Загора.

## Населення
За даними перепису населення 2011 року у селі проживали 384 особи.
Національний склад населення села:
| Національність   | Кількість осіб | Відсоток |
| ---------------- | -------------- | -------- |
| болгари          | 238            | 64,5 %   |
| цигани           | 130            | 35,2 %   |
| турки            | 0              | 0 %      |
| Всього відповіли | 369            |          |

Розподіл населення за віком у 2011 році:
Динаміка населення: